# Exoprosopa sanctipauli
Exoprosopa sanctipauli är en tvåvingeart som beskrevs av Macquart 1840. Exoprosopa sanctipauli ingår i släktet Exoprosopa och familjen svävflugor. Inga underarter finns listade i Catalogue of Life.